# Denhoff (herb szlachecki)
Denhoff (Doenhoff, Dönhoff, Donhoff, Dzik, Wieprzowa Głowa) – polski herb szlachecki.

## Opis herbu

### Opis historyczny
Kasper Niesiecki blazonuje herb następująco:

Ma być dzika głowa, szczecią ogromna, pyskiem na prawa stronę obróconym, z którego dwa kły wyrosłe widać, jako też i obie uszy, w polu białym, czyli jako chcą drudzy, złotem na hełmie nad koroną pół dzika, w górę głową i łapami wyniesionego, i dwiema włóczniami z obu stron na krzyż przeszytego, od spodu aż do głowy.

Według Juliusza Ostrowskiego:

W polu srebrnem czarna głowa dziczą. Nad hełmem w koronie pól czarnego dzika, przeszytego dwoma oszczepami na krzyż ukośnie do góry.

### Opis współczesny
Opis skonstruowany współcześnie brzmi następująco:
Na tarczy o polu srebrnym głowa dzika w jej prawą stronę skierowana.
W klejnocie pół czarnego dzika, przeszyty dwiema włóczniami, na krzyż ukośnie do góry.
Labry herbowe czarne, podbite srebrem.

## Geneza
Herbem Denhoff pieczętowała się rodzina pochodząca z Westfalii, od połowy XIV wieku osiadła na Inflantach, w Polsce figurująca od XVI wieku.

## Herbowni
Danym herbem pieczętowały się następujące rody herbowe:
Berens, Bieret, Biront. Denhoff, Dobszewicz, Dönhoff